# Buch (Schaffhausen)
Buch (hispanizado Libro) es una comuna suiza del cantón de Schaffhausen, situada en el exclave oriental del cantón. Limita al oeste y al norte con la comuna de Gottmadingen (GER-BW), al este con Ramsen, y al sur con Gailingen am Hochrhein (GER-BW).